# Burger King

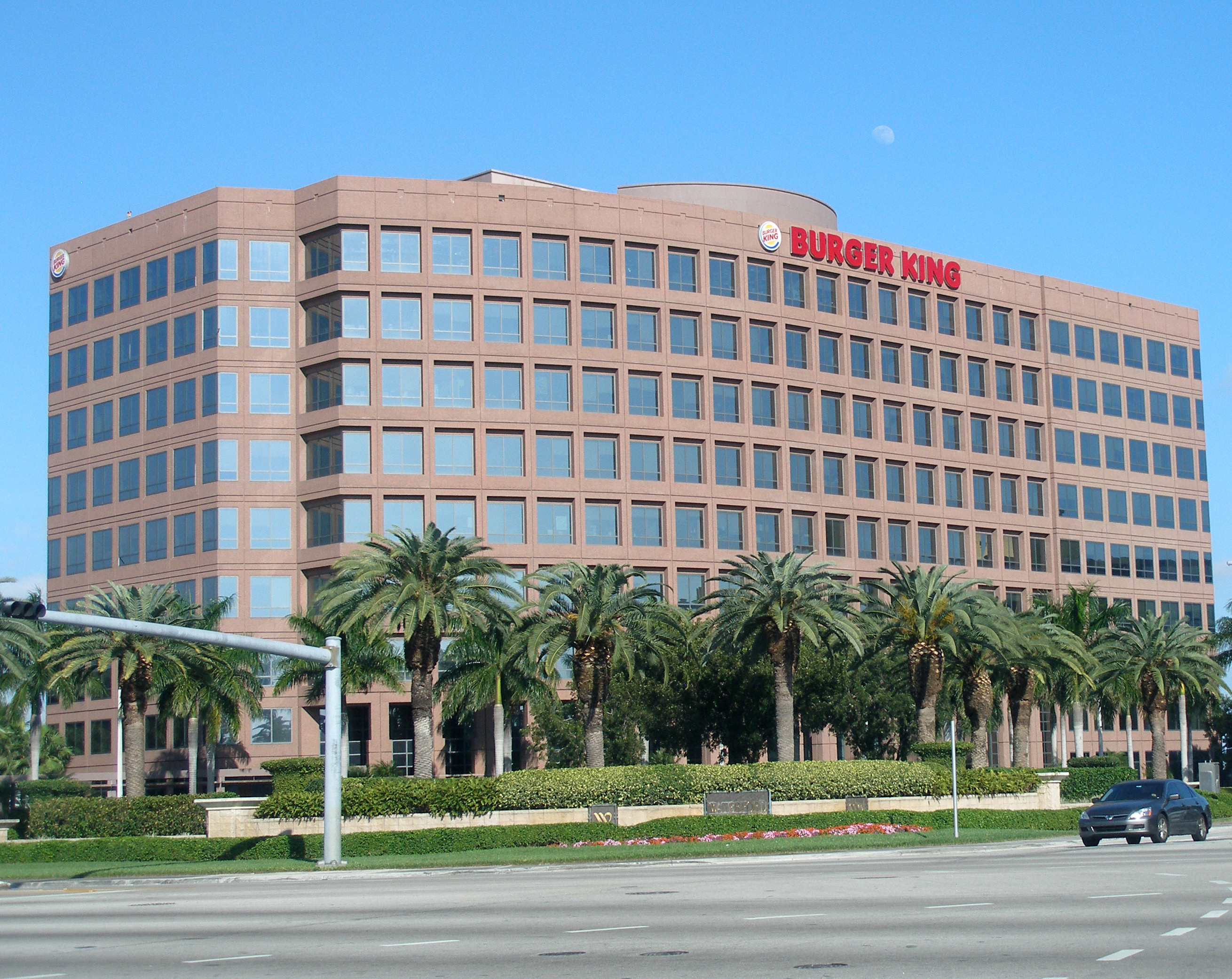
Der Sitz von Burger King

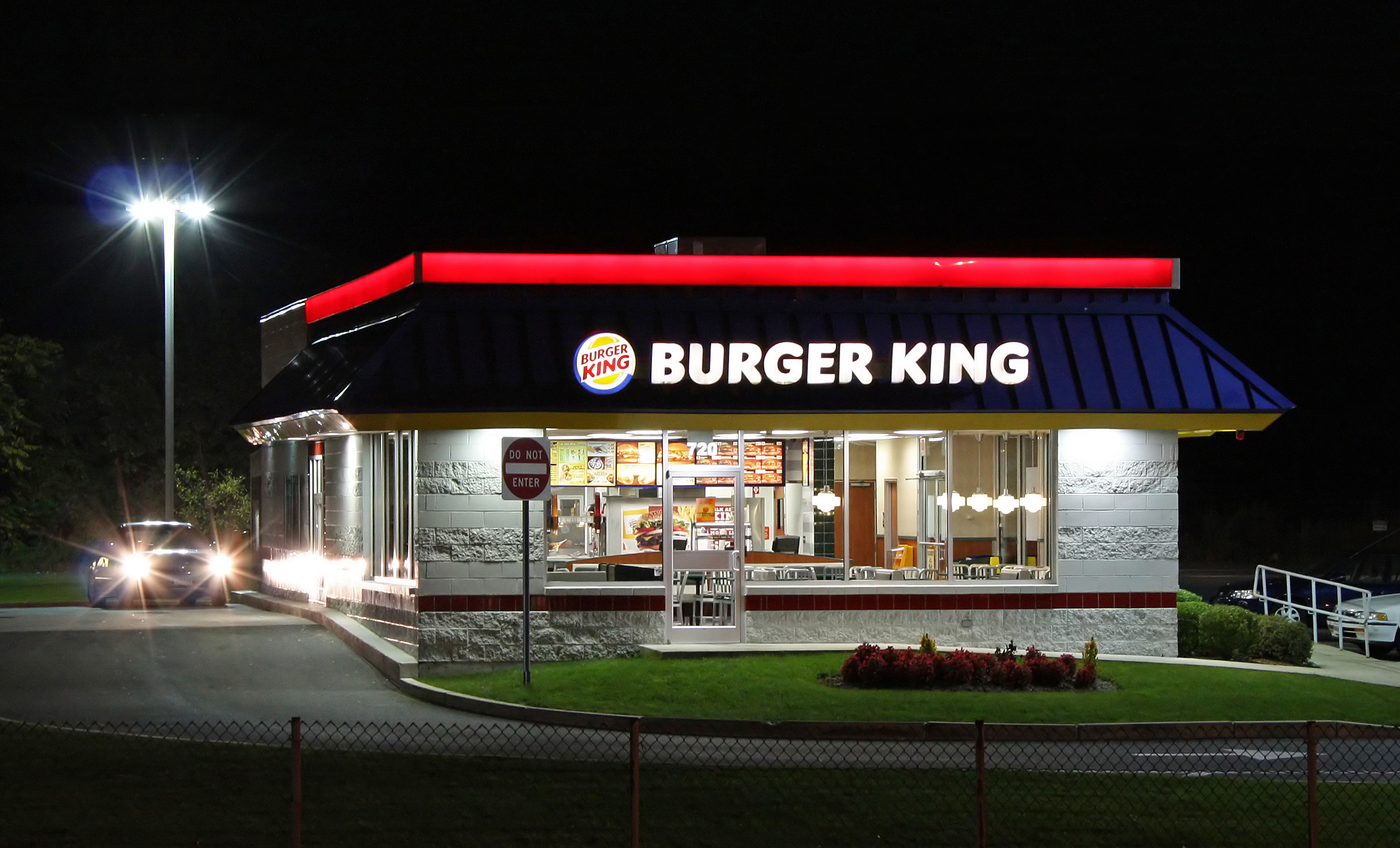
Filiale in den USA

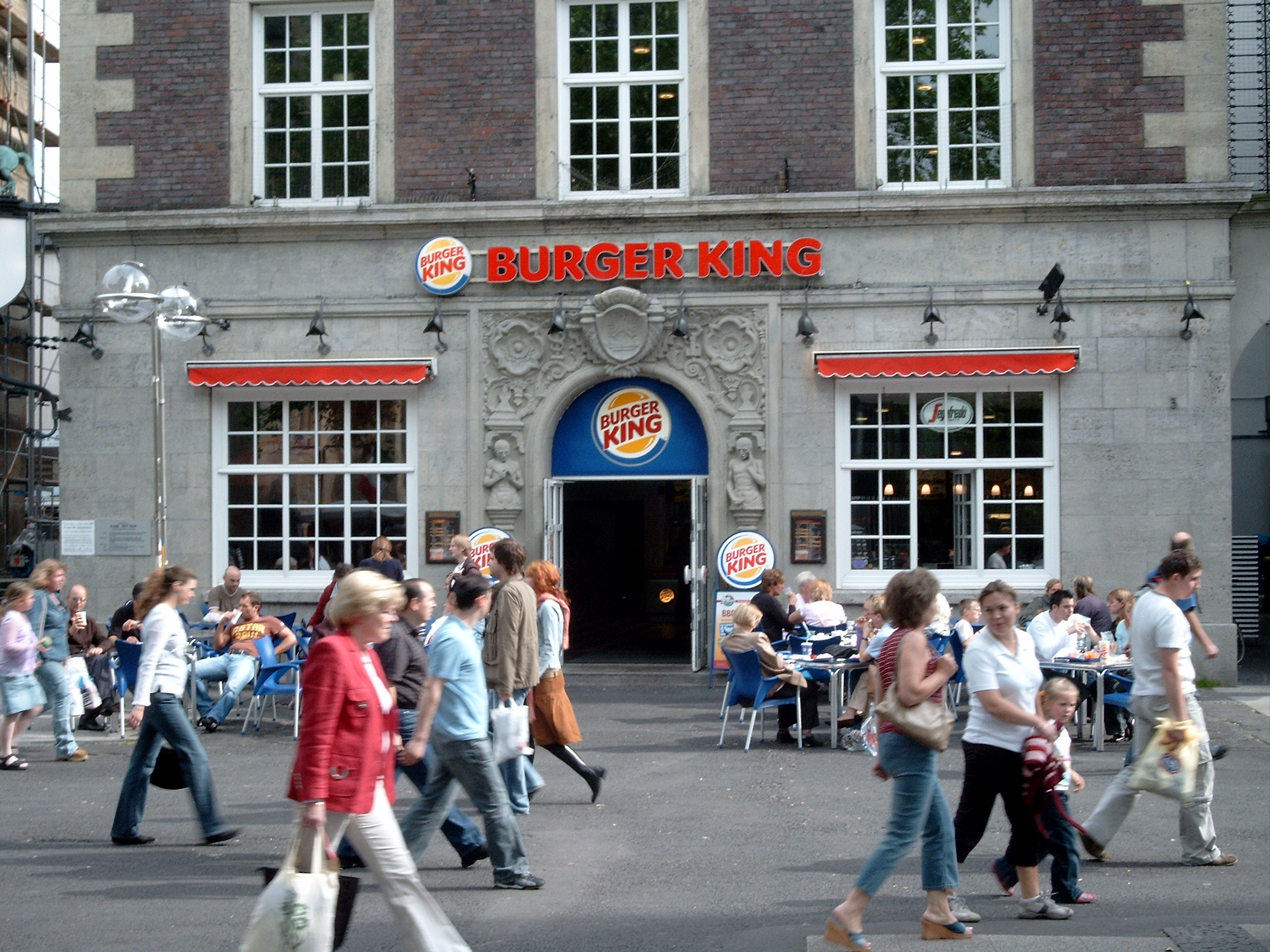
Filiale in Dortmund (geschlossen 2020)

Burger King ist eine US-amerikanische Schnellrestaurantkette mit Sitz im Miami-Dade County, Florida, die als Systemgastronomie ein weltweites Restaurantnetz aufgebaut hat. Die rund 19.000 Restaurants werden zu rund 90 % von selbständigen Franchisepartnern geführt. Burger King gehört zusammen mit Tim Hortons und Popeyes Louisiana Kitchen zu Restaurant Brands International, die ihren Sitz im kanadischen Oakville hat.

## Geschichte
1954 gründeten James McLamore und David Edgerton die Burger King Corporation mit der Eröffnung des ersten Restaurants am 4. Dezember in der NW 36th Street in Miami (25° 48′ 34″ N, 80° 14′ 48″ W) unter dem Namen Insta-Burger King. Das Konzept war über offener Flamme gegrilltes Rindfleisch, teils frische Zutaten und große Portionen Pommes frites. Damals gab es den Whopper noch nicht, allerdings wurden Hamburger für 0,18 US-Dollar verkauft. 1957 wurde der erste Whopper serviert, der später eines der erfolgreichsten Produkte des Unternehmens wurde. Der Whopper wird heute weltweit 1,7 Milliarden Mal pro Jahr verkauft. 1961 erwarben die Gründer die Franchiserechte, wodurch die Expansion auf der ganzen Welt beginnen konnte.
Das erste Restaurant außerhalb der USA öffnete im Jahr 1963 in Puerto Rico. Im Jahr 1967 hatten in den USA mehr als 260 Restaurants eröffnet. Burger King wurde in diesem Jahr an die Pillsbury Company verkauft. Im Jahr 1969 folgte die Markterweiterung nach Kanada. Burger King setzte seine Expansion fort und ließ sich in Australien unter dem Namen Hungry Jack’s im Jahr 1971 nieder. 1975 wurde der erste sogenannte Drive-in eingerichtet, um den Kunden die Speisen auch auf dem Weg anbieten zu können. Heute macht dieser Vertriebsweg 58 Prozent des Erlöses aus.
1975 kam Burger King nach Europa. In Madrid wurde in diesem Jahr die erste europäische Filiale eröffnet, ein Jahr später folgte das erste deutsche Burger-King-Restaurant in West-Berlin. 1980 gründete der Ex-Fußballprofi Lothar Skala einen Betrieb in Darmstadt und wurde der erste deutsche Franchisenehmer. 1986 wurde in Nürnberg der erste Drive-in in Deutschland eröffnet. 1990 eröffnete in Dresden das erste Restaurant in den neuen Bundesländern. Die ersten Filialen in Asien wurden 1982 eröffnet, 2005 setzte Burger King die Expansion in China fort.
1988 wurde Pillsbury von dem britischen Mischkonzern Grand Metropolitan übernommen, welcher sich 1997 mit der britischen Guinness-Brauerei unter dem Namen Diageo zusammenschloss. Diageo kündigte bereits im Juni 2000 an, die Burger King Corporation aus ihrem Portfolio zu streichen, und verkaufte sie für 1,5 Mrd. US-Dollar am 13. Dezember 2002 an ein US-Konsortium aus den Beteiligungsunternehmen Texas Pacific Group (Del Monte, Ducati, Continental Airlines, America West), Bain Capital sowie Goldman Sachs Capital Partners. Ab April 2006 wurde das Unternehmen von John Chidsey als Vorstandschef geführt. Im September 2010 wurde Chidsey durch Bernardo Hees ersetzt.
Am 2. September 2010 wurde Burger King für vier Milliarden US-Dollar vom New Yorker Finanzinvestor 3G Capital gekauft, hinter dem vor allem brasilianische Investoren wie Jorge Paulo Lemann, Marcel Herrmann Telles und Carlos Alberto Sicupira stehen. Die Aktionäre erhielten 24 US-Dollar je Aktie in bar. Im Juni 2012 kehrte Burger King an die Börse zurück. 3G Capital behielt 71 % der Anteile und blieb damit Hauptaktionär.
Im August 2014 gab Burger King die Fusion mit Tim Hortons zu Restaurant Brands International bekannt. Das neue Unternehmen betrieb zum Zeitpunkt der Übernahme über 18.000 Restaurants und erzielte einen Jahresumsatz von 23 Milliarden US-Dollar. Sein Sitz befindet sich in Oakville, Kanada. 3G Capital ist mit 51 % der Anteile weiterhin Hauptaktionär.

## Unternehmen

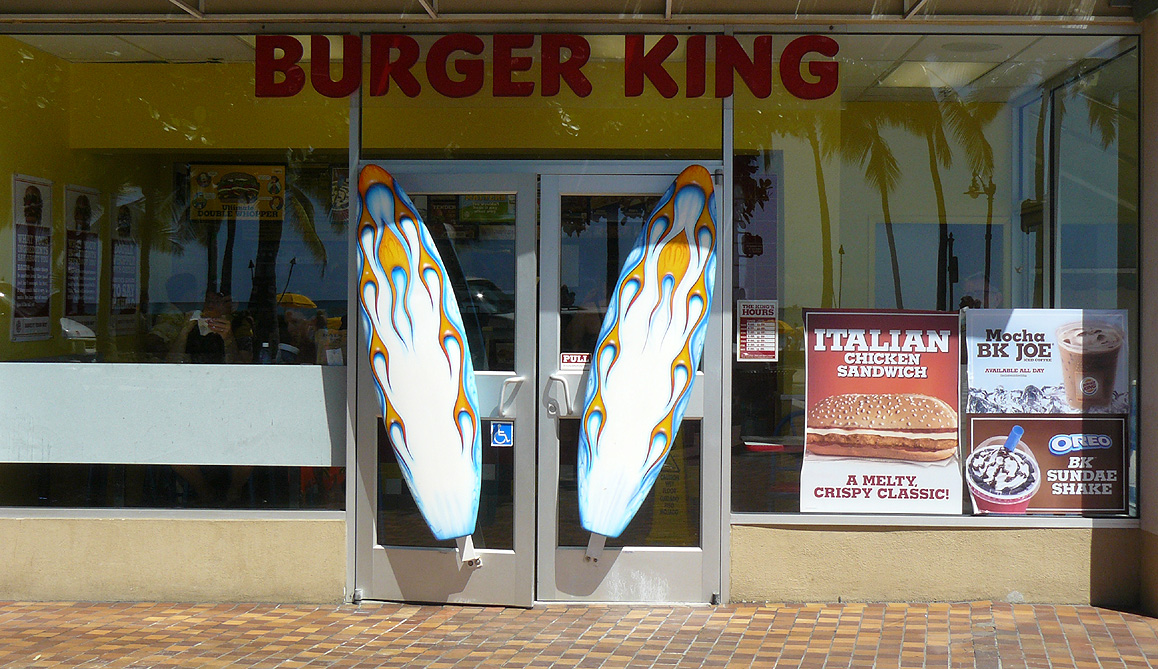
Burger King auf Oʻahu, Hawaii

Weltweit gibt es in ca. 88 Ländern 17.796 Restaurants (Stand 31. Dezember 2018), von denen zirka 200 unter dem Namen Hungry Jack’s firmieren. Die Restaurantkette hat weltweit über 400.000 Mitarbeiter, die täglich etwa 11 Millionen Kunden bedienen. Nach Firmenangaben werden rund 90 Prozent der weltweiten Standorte durch selbstständige Unternehmer geführt. Der Konzern hat 10.870 direkt angestellte Mitarbeiter (Stand: 31. Dezember 2012).
In Deutschland erzielte Burger King im Jahr 2006 einen Nettojahresumsatz von 647,0 Mio. Euro (2005: 587,8 Mio. Euro; 2004: 561,2 Mio. Euro; 2003: 504,0 Mio. Euro). Im gleichen Zeitraum erzielte das Unternehmen in den USA nach Angaben des Fachblattes „Nation’s Restaurant News“ 1,04 Mio. US-Dollar Umsatz pro Standort. Im Vergleich hierzu erzielte McDonald’s auf dem US-Markt durchschnittlich 1,78 Mio. US-Dollar pro Restaurant, Wendy’s lag 2004 durchschnittlich bei 1,35 Mio. US-Dollar.

### Deutschland

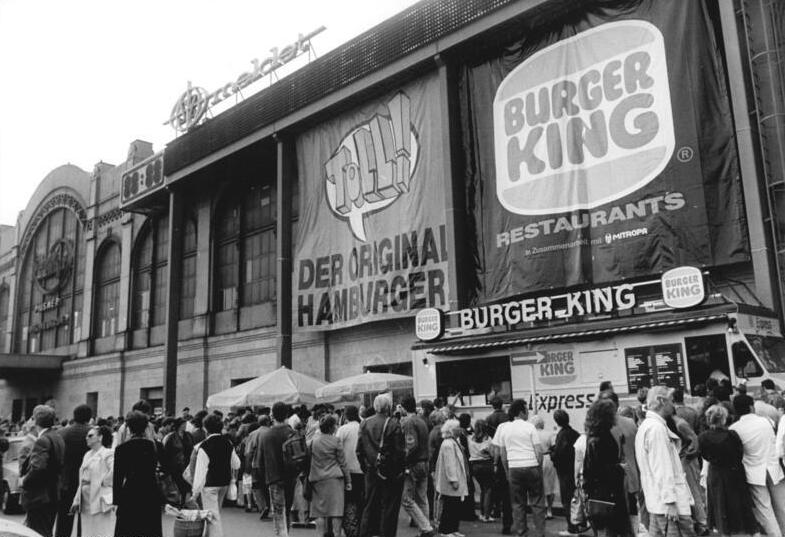
Verkaufswagen in Dresden, Juli 1990

In Deutschland ist die Burger King Corporation seit 1976 vertreten, als das erste Restaurant in West-Berlin am Kurfürstendamm eröffnete. Das erste von einem Franchisenehmer, dem Ex-Fußballprofi Lothar Skala, geführte Restaurant wurde 1980 in Darmstadt eröffnet. 1986 folgte das erste Drive-in-Restaurant, welches in Nürnberg eröffnete. Die erste Verkaufsstelle in den neuen Bundesländern wurde 1990 – noch mobil – in Dresden eröffnet. Im Jahr 1997 wurde der erste fleischlose Burger unter dem Namen Country Burger eingeführt. Ab 1999 bekamen fast alle deutschen Filialen ein neues Innen-Design im Stil eines US-Diners der 1950er Jahre.
2021 machte Burger King in Deutschland einen Umsatz von 975 Millionen Euro. Die Restaurantanzahl sank auf 696 (2012), stieg dann aber wieder auf 750 (2021). Bis 2023 ist die Eröffnung von 300 neuen Restaurants geplant. Seit Mai 2013 werden die knapp 700 Restaurants in Deutschland ausschließlich über Franchising geführt mit ungefähr 165 Franchisenehmern. Im Jahr 2014 wurden in Deutschland täglich etwa 400.000 Kunden von etwa 24.000 Mitarbeitern bedient.

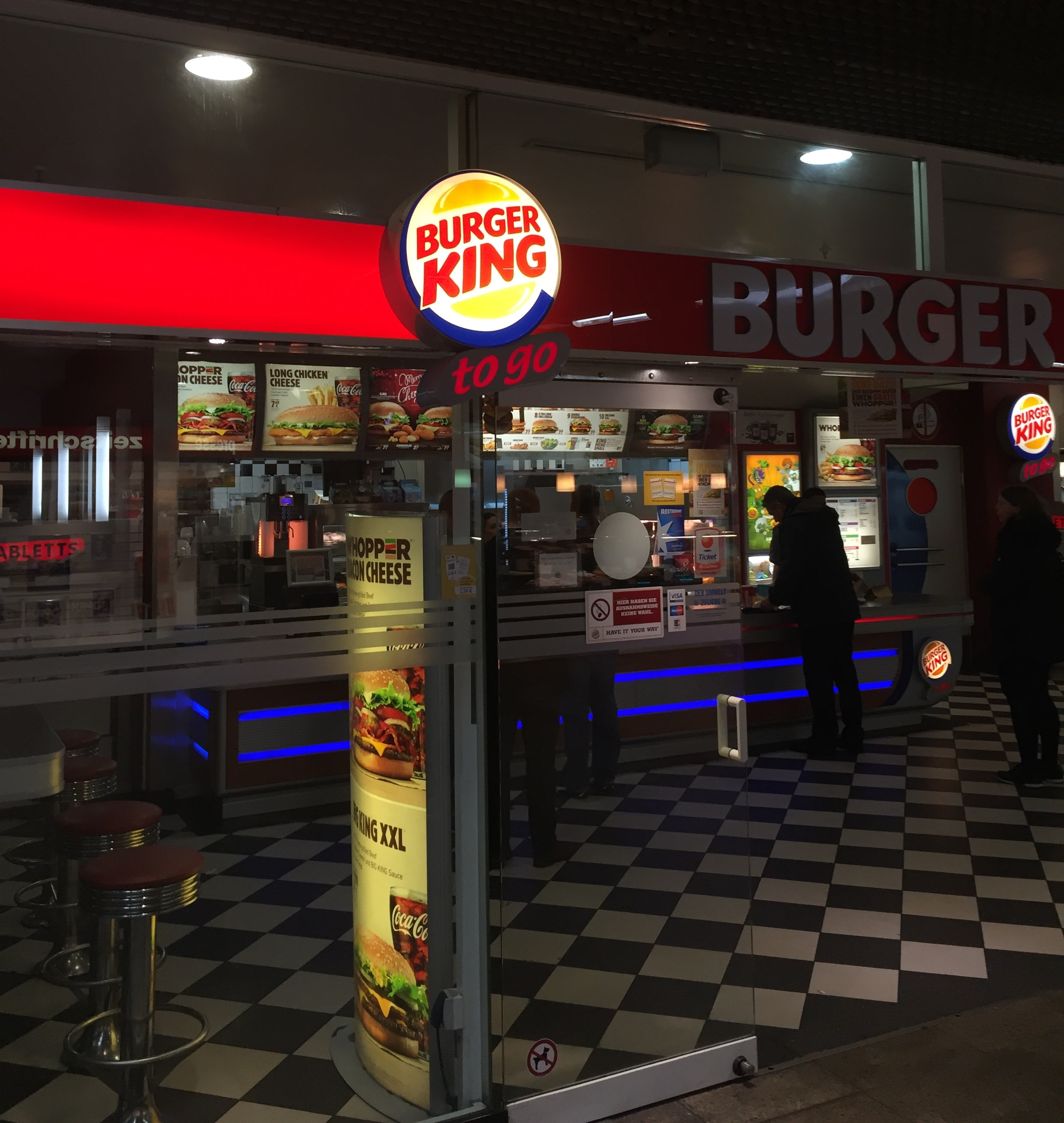
Filiale von Burger King to go im Frankfurter Hauptbahnhof

Im Januar 2015 startete Burger King in Mannheim und danach in weiteren sieben ausgewählten Städten versuchsweise einen Lieferservice. Bei Erfolg möchte das Unternehmen den Service weiter ausbauen. Anfang 2019 schloss Burger King mit Esso einen Kooperationsvertrag. Der Betreiber der Esso-Tankstellen, Echo, ist neuer Franchisenehmer; im Rahmen dieser Vereinbarung sollen innerhalb von fünf Jahren 100 neue Schnellrestaurants eröffnet werden. Das erste Restaurant aus dieser Kooperation wurde am 5. Dezember 2019 bei einer Esso-Tankstelle in Ellwangen eröffnet.
Der damalige Deutschland-Chef Cornelius Everke kündigte im Mai 2021 an, nach den Erfahrungen in der COVID-19-Pandemie das Drive-in-Geschäft auszubauen. So wurde 2021 auch das erste Restaurant mit zwei Drive-in-Schaltern eröffnet. Neue Filialen will das Unternehmen bevorzugt in Stadtrandlagen planen, die mit dem Auto gut erreichbar sind. Auch der Lieferservice habe sich verdoppelt, daher solle dieser Sektor ebenfalls ausgebaut werden.
Yi-Ko Holding
Ab Mai 2013 betrieb die Yi-Ko Holding 91 Restaurants in Deutschland als Franchisenehmer, die vorher von der Burger King GmbH als Tochter von Burger King geführt wurden. Mehrfach kritisierten Funktionäre der NGG und Mitglieder von Betriebsräten die verschlechterten Bedingungen für die Mitglieder der Betriebsräte. Der Konflikt eskalierte bereits in mehreren Gerichtsverhandlungen, jedoch ohne abschließende rechtliche Würdigung. Im August 2013 reagierte die Yi-Ko Holding auf die Vorwürfe der Gewerkschaft mit einer Schadensersatzklage gegen die NGG beim Amtsgericht Hamburg wegen Verleumdung.
Am 18. November 2014 kündigte Burger King alle Franchiseverträge mit der Yi-Ko Holding (siehe auch Kritik). Zu diesem Zeitpunkt betrieb Yi-Ko 89 Burger-King-Filialen mit rund 3000 Beschäftigten.
Anfang Juni 2015 erhielt Yildiz’ bisheriger Geschäftspartner Alexander Kolobow, der auch in Russland ca. 250 Filialen betreibt, die Lizenz zum Weiterbetrieb von 84 bedrohten deutschen Filialen mit rund 3000 Mitarbeitern. Ausstehende Zahlungen seien beglichen worden, die Betreiberfirma sei wieder Mitglied im Bundesverband der Systemgastronomie und zahle ihren Mitarbeitern Tariflöhne.
Seit August 2015 hielt die Baum Unternehmensgruppe einen Anteil von 80 % an der Burger King Deutschland GmbH, war Master-Franchisegeber für Deutschland und betrieb etwa 100 Filialen selbst. Im Dezember 2021 gab die Baum Unternehmensgruppe den Verkauf ihres Anteils an den McWin Food Ecosystem Fund, eine der größten europäischen Beteiligungsholdings für Fastfood, bekannt. Hinter McWin stehen Henry McGovern (Gründer von AmRest) und Steve Winegar.

### Österreich

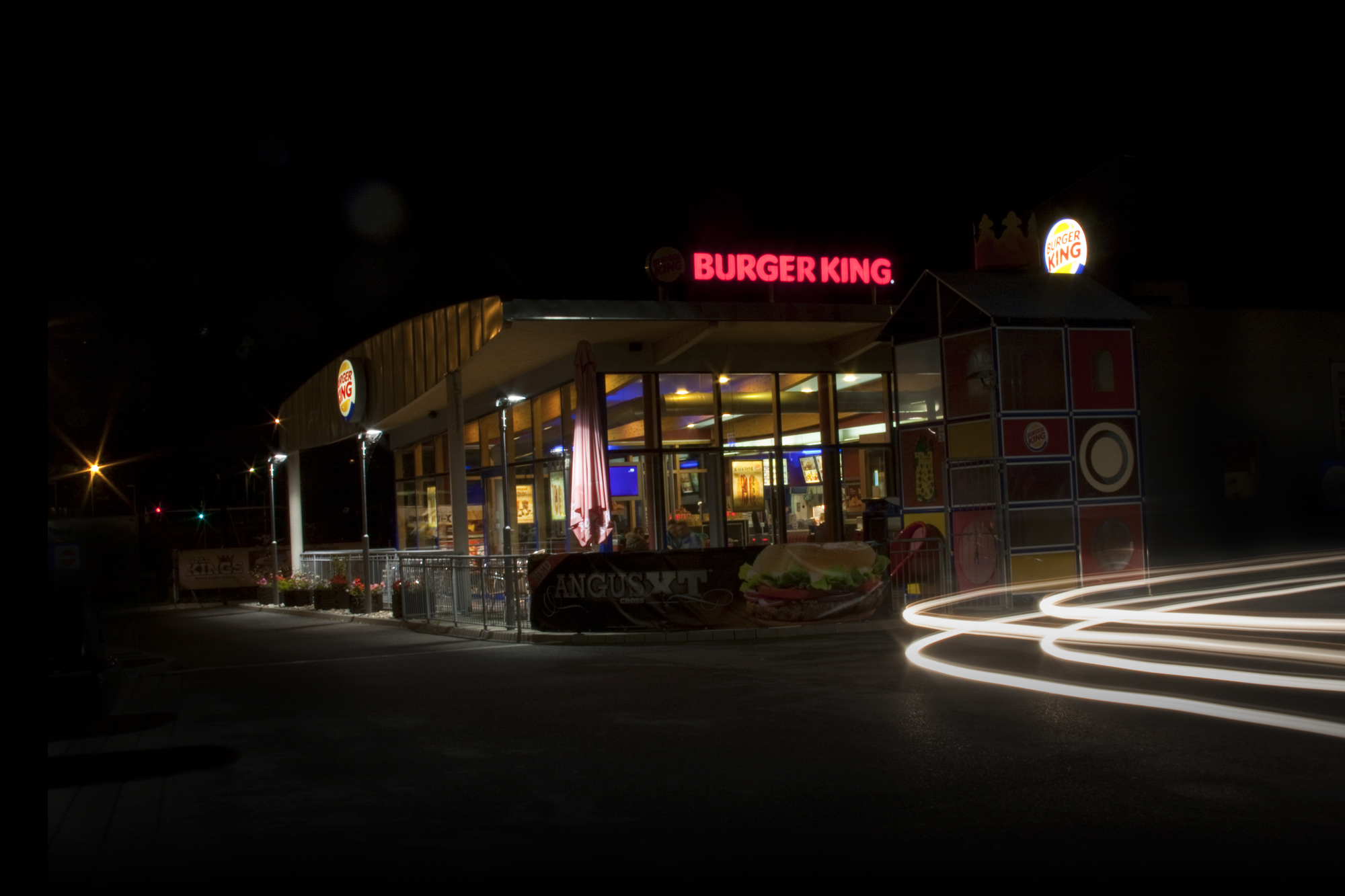
Burger King in Kapfenberg/Bruck

In Österreich wurden die ersten Filialen bereits in den 1980er Jahren in Wien und Innsbruck eröffnet, allerdings wurden diese schon bald darauf wieder geschlossen. Erst im Jahr 2000 wurde wieder in Österreich in der Hauptstadt Wien das erste Lokal im Gastronomie-Teil des Donauzentrums, Donauplex, eröffnet. Des Weiteren wurde eine Filiale in Wiener Neustadt eröffnet. Im Juni 2023 gab es in ganz Österreich 65 Restaurants. Burger King zählt zu den am schnellsten wachsenden Quick-Service-Restaurants in Österreich und plant, weiterhin in Österreich zu expandieren. Nichtsdestotrotz kam es wieder zu Schließungen bestehender Filialen, zuletzt im Sommer 2016 der Innsbrucker Filiale, die im Dezember 2018 nach einem Franchisenehmerwechsel an anderer Stelle wiedereröffnet wurde. Seit April 2015 ist der Franchisenehmer TQSR Holding and Development GmbH (heute The Eatery Group) für den gesamten österreichischen Markt zuständig. Hinter TQSR, zu der auch die Rosenberger-Restaurants und die Coffeeshop Company gehören, steht die Holding Theophil der Familie Spranz. Wie in Deutschland testete Burger King seit Januar 2015 auch in Wien an fünf Filialen einen Lieferservice und weitete diesen in Folge aus.

### Schweiz

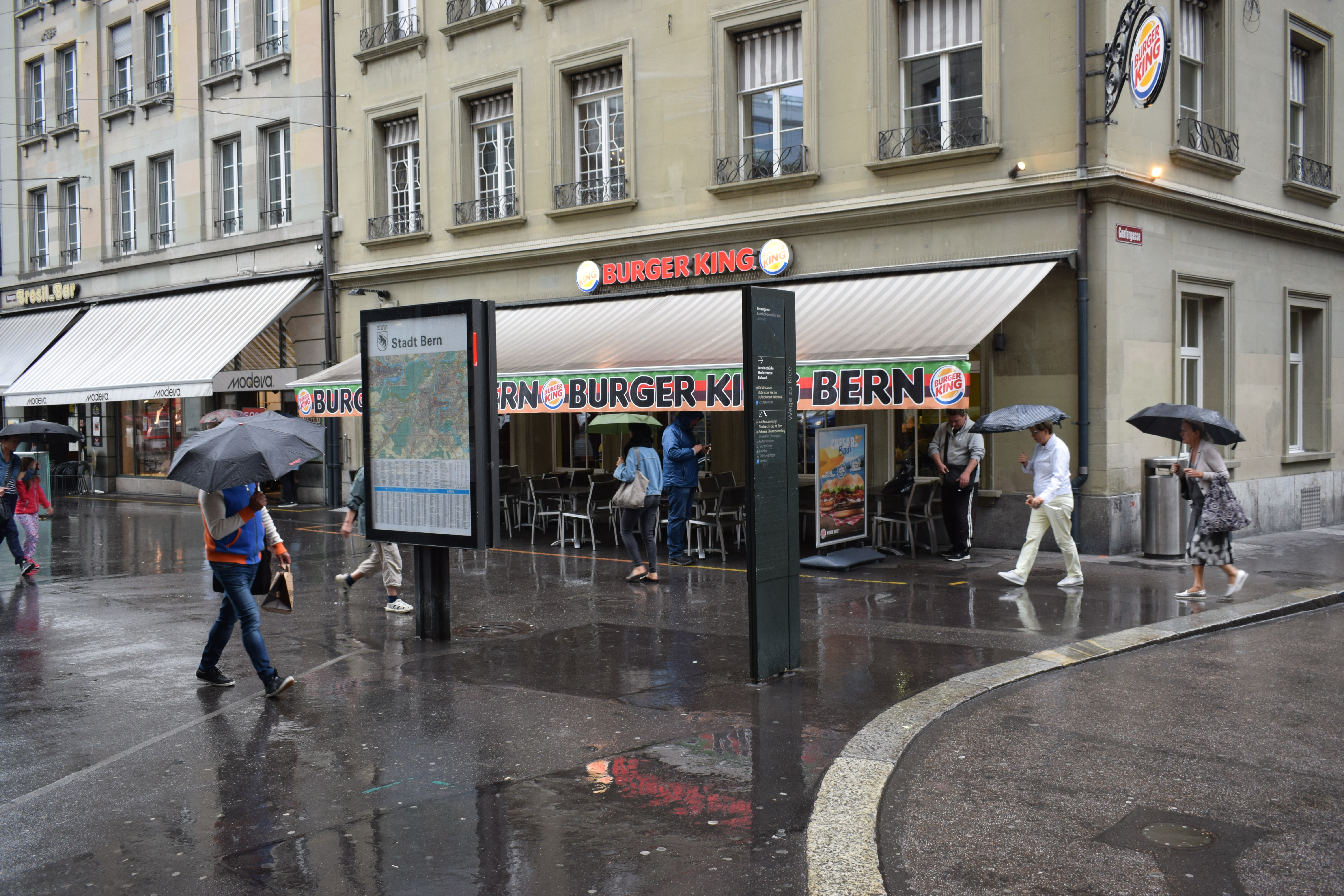
Burger King in Bern

1981 wurde in Lugano der erste Burger King in der Schweiz eröffnet. Im Juli 2018 gab es schweizweit 54 Filialen. Zu den größten Franchisenehmern des Landes zählen die BKTL-Gruppe sowie die zur Coop-Gruppe gehörende Marché Restaurants Schweiz AG.

### Australien

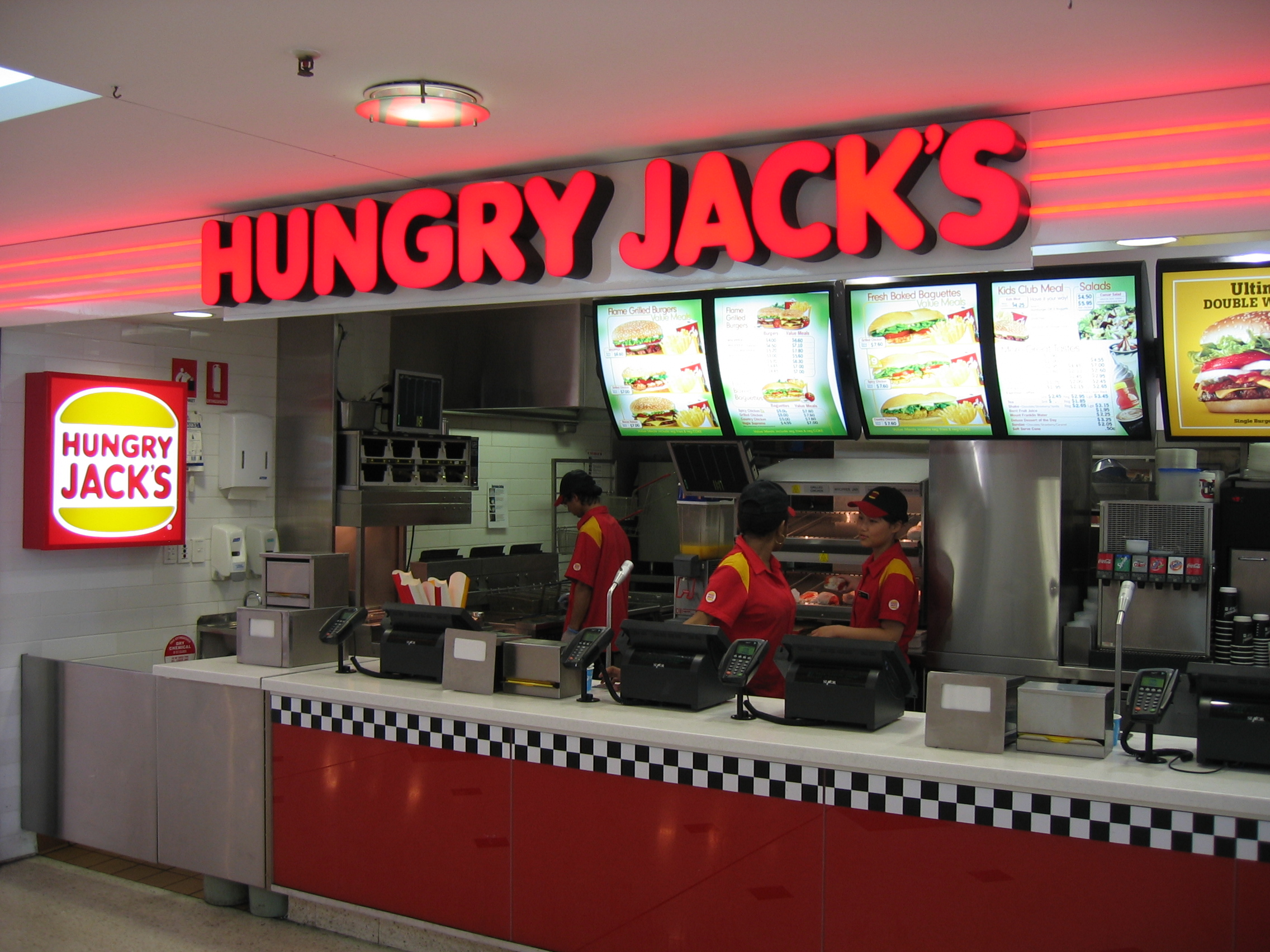
Hungry Jack’s in Brisbane

In Australien firmiert die Burger King Corporation unter dem Namen Hungry Jack’s, da der Name Burger King bereits von einem Imbiss in Adelaide benutzt wurde. Das erste australische Hungry-Jack’s-Restaurant öffnete in Innaloo, einem Vorort von Perth, am 18. April 1971. 1981 gab es in Australien 26 Hungry-Jack’s-Filialen. Nach der Übernahme von elf Wendy’s-Restaurants in Victoria im Jahr 1986 wurden neun Filialen in einem Zeitraum von vier Monaten in Hungry-Jack’s-Filialen umgewandelt. Da in den späten 1990er Jahren die Marke Burger King in Australien erloschen war, versuchte der Franchisegeber Burger King Corporation in Australien, Restaurants unter dem Namen Burger King zu betreiben und zu eröffnen, um zum Beispiel an Flughäfen international angeglichen zu sein. Um dieses Vorhaben, weitere Restaurants unter dem Namen Burger King zu eröffnen umzusetzen, wurde dem Franchisenehmer Hungry Jack’s Pty. Ltd. ein Verstoß gegen die Lizenzbedingungen vorgeworfen, dieser wehrte sich vor Gericht und bekam Recht, das Gericht bezeichnete den Vorwurf gegen Hungry Jack's als konstruiert und Burger King musste seine Pläne stoppen. Im Jahr 2005 wurde bei Hungry Jack’s das Frühstücksmenü eingeführt, um den internationalen Burger-King-Filialen gleich zu werden. Im Jahr 2006 gibt es in allen australischen Staaten mehr als 300 Hungry-Jack’s- beziehungsweise Burger-King-Filialen, wovon derzeit 210 Hungry-Jack’s-Filialen und 81 Burger-King-Filialen sind. In den Hungry-Jack’s-Filialen gibt es ein ähnliches Angebot an Speisen und Menüs wie in den Burger-King-Filialen auf der ganzen Welt. Nur in Australien gibt es den Rote Bete enthaltenden Aussie Burger (Aussie: Spitzname der Bewohner Australiens).

### Finnland
In Helsinki eröffnete im September 1982 ein Burger-King-Restaurant; ein weiteres kam 1983 in Tampere dazu. Beide Restaurants wurden 1985 von Carrols und McDonald’s übernommen. Im Mai 2013 kündigte Burger King seine Rückkehr nach Finnland an. Franchisenehmer ist die Restel Group, die 49 Hotels und 240 Restaurants in Finnland betreibt. Das erste Restaurant der Restel Group wurde im Dezember 2013 im Zentrum von Helsinki eröffnet. Ein weiteres Restaurant der Restel Group eröffnete im Februar 2014 am Hauptbahnhof von Helsinki; die Restel Group gibt an, eine weitere Expansion zu planen. Die nächsten Eröffnungen sind für den Herbst 2014 angekündigt.

### Frankreich
Burger King öffnete seine ersten Restaurants in Frankreich Anfang der 1980er Jahre und war 16 Jahre lang vertreten. Im Jahr 1996 kündigte die Burger King Corporation an, alle 39 Filialen zu schließen, nachdem der Hamburgerkonsum innerhalb eines Jahres stark zurückgegangen war. Der Umsatz im Jahr 1995 betrug 325 Millionen Francs, bereits 1996 kam Burger King nur noch auf einen Umsatz von 300 Millionen Francs. Dieser Konsumrückgang dürfte auf die Angst der BSE-Krise zurückzuführen sein, wovon auch McDonald’s mit einem Besucherrückgang von mindestens 5 Prozent betroffen war. Der Grund der Schließungen war jedoch laut einem Sprecher von Burger King der geringe Gewinn der Restaurants in Frankreich – man war auf dem französischen Markt nach McDonald’s und Quick nur Dritter in Sachen Umsatz und Restaurantanzahl. Im Jahr 1997 wurden alle Filialen geschlossen, hierbei gingen 550 Arbeitsplätze verloren.
Im Dezember 2012 kehrte Burger King nach Frankreich zurück und eröffnete eine Filiale am Flughafen von Marseille. In Kooperation mit Autogrill sollen bis zu 400 Restaurants u. a. an Flughäfen, Autobahnen und Bahnhöfen eröffnet werden. Ein Restaurant wurde im ersten Halbjahr 2013 an der Autobahn A4 bei Reims in Betrieb genommen, ein weiteres im Dezember 2013 im Bahnhof Saint-Lazare in Paris.
Ein wichtiger Schritt zur Re-Etablierung in Frankreich gelang Ende 2015 mit der Übernahme der französischen Fastfood-Kette Quick, deren Filialen sukzessive in Burger King umgestaltet werden sollen. Man plant, bis 2020 ein Filialnetz von 600 Burger-King-Restaurants in Frankreich zu haben.

### Rumänien
2008 eröffnete Burger King Filialen in Rumänien, musste diese jedoch 2012 wieder schließen, nachdem die Franchisenehmer Insolvenz angemeldet hatten. Aktuell (August 2014) gibt es in Rumänien nur noch eine Filiale im Bukarester Flughafen Henri Coandă. Im Herbst 2014 sollte eine Delegation des Unternehmens die Möglichkeiten eines Wiedereinstiegs in den rumänischen Markt ausloten. Ende Dezember 2014 gab das Unternehmen bekannt, innerhalb von vier Jahren 30 Restaurants in dem Land eröffnen zu wollen.

### Russland

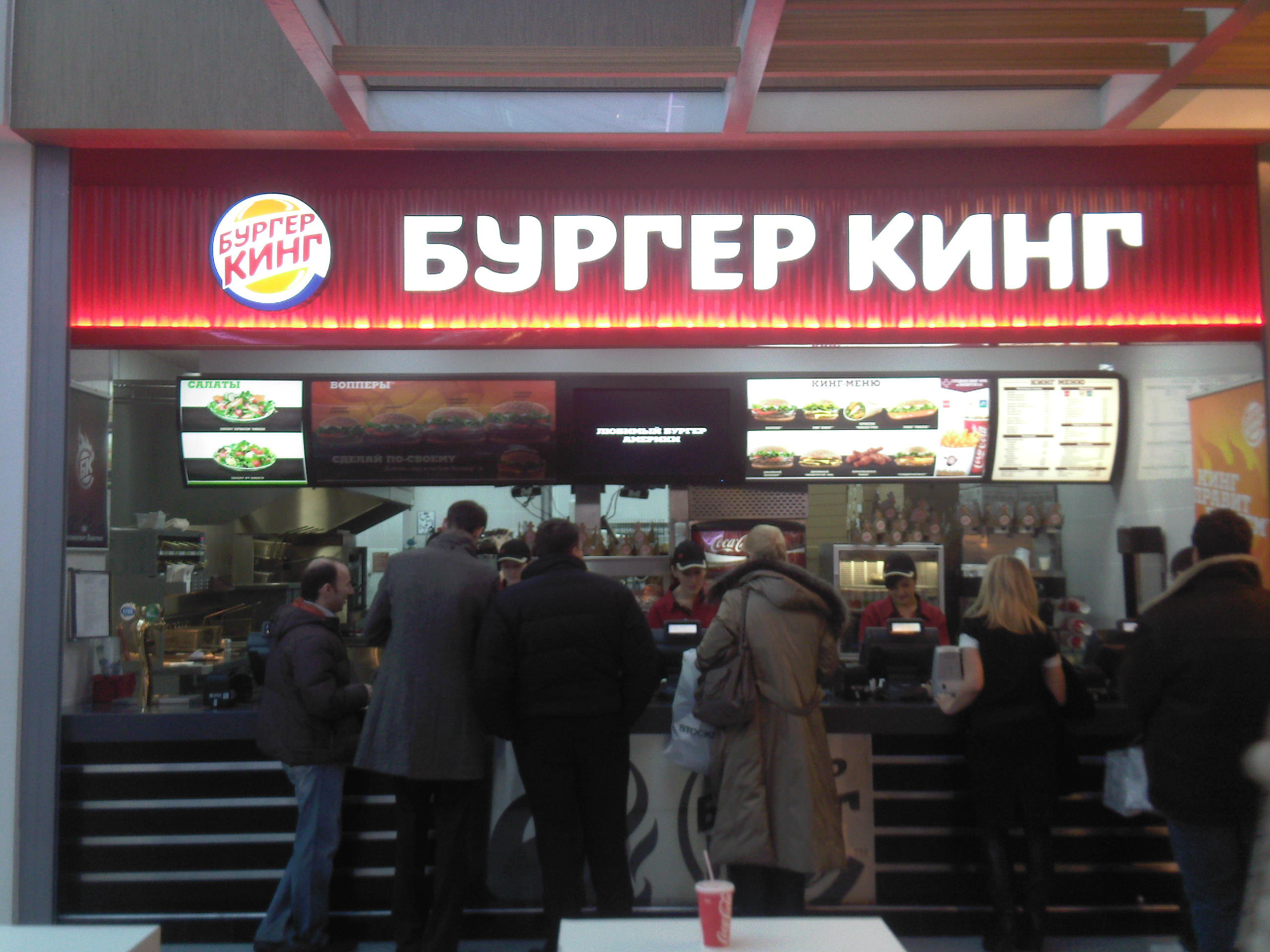
Burger King in Moskau

Nach dem russischen Überfall auf die Ukraine 2022 wollte sich Burger King, wie McDonald’s oder Starbucks, aus dem Russland-Geschäft zurückziehen, jedoch sei das aufgrund der russischen Franchise-Partner, die von dem aus dem Deutschland-Geschäft bekannten Geschäftsmann Alexander Kolobov kontrolliert würden, schwierig, teilte Restaurant Brands International (RBI) mit. RBI halte nur 15 Prozent an dem Gemeinschaftsunternehmen in Russland. Konzernchef David Shear ließ verlauten, man habe Kolobow aufgefordert, den Betrieb der rund 800 russischen Filialen zu beenden, doch dieser habe sich geweigert, der Ausstieg sei daher ein komplizierter rechtlicher Prozess. Jedoch habe der Konzern jede Unterstützung des Filialnetzes eingestellt und investiere auch nicht mehr in Russland. Außerdem wolle man alle Profite aus Russland an die Vereinten Nationen spenden.

### Länder mit Burger-King-Restaurants
- Afghanistan 2)
- Albanien
- Ägypten
- Andorra
- Armenien
- Antigua und Barbuda
- Argentinien
- Aruba
- Aserbaidschan
- Australien 1)
- Bahamas
- Bahrain
- Barbados
- Belgien
- Bolivien
- Brasilien
- Bulgarien
- Cayman Islands
- Chile
- China, Republik (Taiwan)
- China, Volksrepublik
- Costa Rica
- Curaçao
- Dänemark
- Deutschland
- Dominikanische Republik
- Ecuador
- El Salvador
- Färöer
- Finnland
- Frankreich
- Georgien
- Guam
- Guatemala
- Guyana
- Honduras
- Indien
- Indonesien
- Irak 2)
- Irland
- Israel
- Italien
- Jamaika
- Japan
- Jordanien
- Kambodscha
- Kanada
- Kasachstan
- Katar
- Kenia
- Kolumbien
- Kosovo
- Kroatien
- Kuwait
- Libanon
- Luxemburg
- Malaysia
- Malediven
- Malta
- Marokko
- Mexiko
- Mongolei
- Nepal
- Neuseeland
- Nicaragua
- Niederlande
- Nigeria
- Nordmazedonien
- Norwegen
- Oman
- Österreich
- Osttimor
- Pakistan
- Panama
- Paraguay
- Peru
- Philippinen
- Polen
- Portugal
- Puerto Rico
- Rumänien
- Russland
- Saudi-Arabien
- Schweden
- Schweiz
- Serbien
- Singapur
- Sint Maarten
- Slowenien
- Spanien
- Sri Lanka
- St. Lucia
- Südafrika
- Südkorea
- Surinam
- Thailand
- Trinidad und Tobago
- Tschechien
- Türkei
- Ungarn
- Uruguay
- Venezuela
- Vereinigte Arabische Emirate
- Vereinigte Staaten
- Vereinigtes Königreich
- Vietnam

1) unter dem Namen Hungry Jack’s

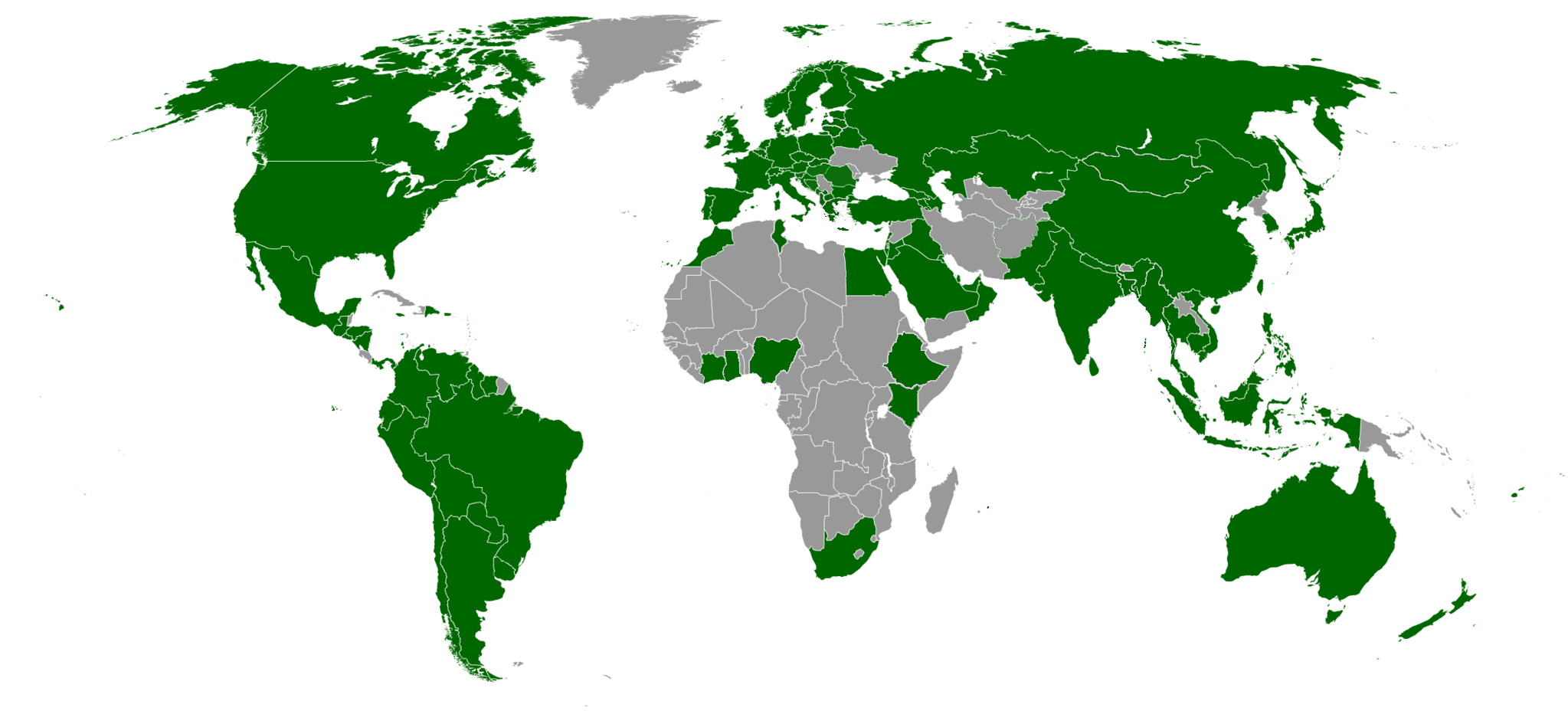
Länder mit Burger-King-Restaurants

2) nur innerhalb von US-Armee-Einrichtungen (AAFES)

## Geschäftsmodell

### Werbung

Burger-King-Logo bis 1999; wird seit 2021 in leicht abgewandelter Form wieder verwendet.

Burger-King-Logo bis 2020

- 1954: Grundkonzept: Burger King steht für flamed-grilled beef, frische Zutaten und große Pommes frites.
- 1958: Burger King – Home of the Whopper. Grundgedanke: Dieser Burger steht für Einzigartigkeit. Der Whopper besteht laut Werbeaussage ausschließlich aus frischen Zutaten und wird über offener Flamme gegrillt. Außerdem seine Größe: Man benötigt zwei Hände, um ihn zu essen.
- 1992: Die Geschmacksnerven
- 1997: Country Burger – der erste fleischlose Burger in Fastfood-Restaurants in Deutschland, inzwischen fester Bestandteil der Speisekarte
- 1998: King Pommes sind länger heiß, länger kross und länger lecker. – Mit einem Einführungspreis von 1 DM übertrifft der Verkauf alle Erwartungen. Markteinführung der King Wings und Crispy Chicken.
- 1999: weltweite Einführung eines neuen Logos
- 2003: Bigger, better, Burger King
- 2004: Feel the fire.
- 2005: Pimp my Burger.
- 2006: Have it your Way.
- 2009: Geschmack ist KING.
- 2015: Your Way
- 2019: Mach dein King.
- 2021: Echte Flammen. Echter Geschmack.

### Speisekarte

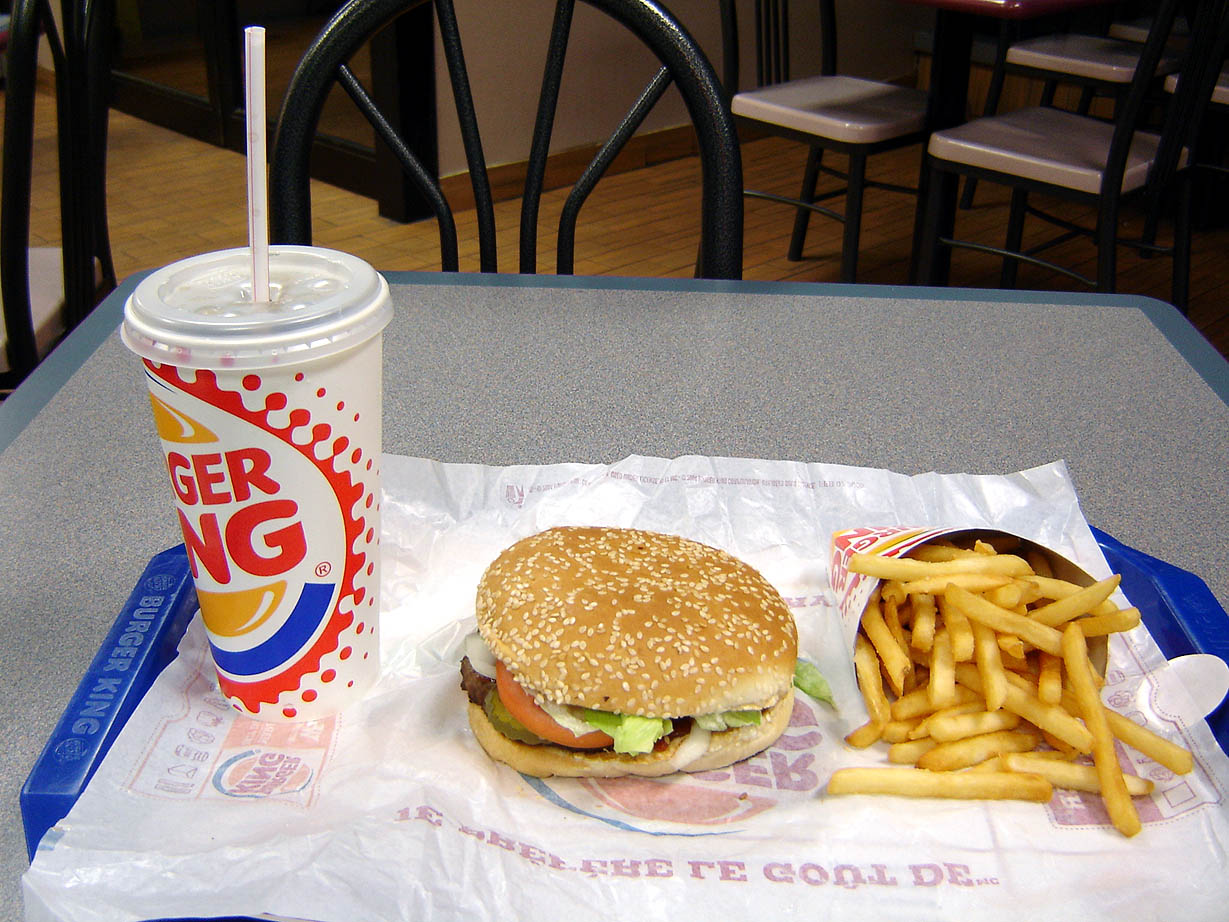
Whopper-Menü (April 2005, Mississauga, Kanada)

Flaggschiff bei Burger King ist der Whopper, weitere Produkte sind beispielsweise Hamburger, Cheeseburger, Big King, King Nuggets und verschiedene Chicken-Burger. Burger King bietet in Deutschland unter dem Namen Veggie King auch fleischlose Hamburger an, sogenannte Veggie Burger. Wie bei allen internationalen Systemgastronomie-Anbietern unterscheiden sich manche Burger trotz strenger Corporate Identity von Land zu Land geringfügig. In Deutschland werden Getränke der Coca-Cola Company in den Größen Klein (0,25 l), Mittel (0,4 l) und Groß (0,5 l) ausgeschenkt.
Von seinen Mitbewerbern unterscheidet sich Burger King hauptsächlich darin, dass die Hamburger, um einen „Grillgeschmack“ zu erreichen, über offenen Flammen gegrillt werden. Das Unternehmen betont dieses Verfahren insbesondere in seiner Werbung als Alleinstellungsmerkmal gegenüber seinem Hauptkonkurrenten. Das Unternehmen bietet in Deutschland Burger an, wie zum Beispiel den Doppel-Whopper-Käse, die teilweise sowohl in ihrer Größe als auch in ihrer preislichen Gestaltung über den Angeboten des Hauptmitbewerbers McDonald’s liegen. Mit dem Produkt „Big King“ hat Burger King eine in Substanz und Preis dem Big Mac in etwa entsprechende Alternative im Angebot. Mittlerweile wird auch der „Fish King“, ein Burger mit Fischfilet, Salat und Sauce, wieder angeboten. Die angebotenen Burger sind in ihrer Zusammensetzung stark auf Fleisch, Salat, frische Zwiebeln und Tomaten als wichtige Zutaten ausgerichtet; das Unternehmen setzt im Vergleich zu seinem Hauptkonkurrenten McDonald’s weniger auf Saucen mit mehreren Geschmackskomponenten. Sonderwünsche bis hin zu eigens vom Kunden zusammengestellten Burgern werden gemäß Unternehmensrichtlinien berücksichtigt.
Zusätzlich zu den herkömmlichen Pommes frites bot Burger King in den USA ab September 2013 Satisfries genannte Pommes frites an, die ein Drittel weniger Fett enthielten und daher einen um 20 % geringeren physiologischen Brennwert aufwiesen. Ein Jahr später wurden sie wegen schlechter Verkaufszahlen von zwei Drittel der Filialen in den USA und Kanada allerdings wieder aus dem Angebot genommen. Seit Anfang 2014 sind sie auch in den österreichischen Restaurants erhältlich, und in Deutschland werden sie, wahlweise mit einer Light-Version von Heinz-Ketchup, ebenfalls angeboten.
Im April 2019 startete Burger King in 59 Filialen im Bereich um St. Louis (USA) mit dem Verkauf des fleischfreien Impossible Whopper der Firma Impossible Foods. Im November 2019 führte Burger King gemeinsam mit der Unilever-Marke „The Vegetarian Butcher“ in 25 Ländern, darunter auch Deutschland und Österreich, den Plant-based Whopper (zu Beginn Rebel Whopper) ohne Fleisch, dafür mit pflanzlichem Patty ein. Im September 2020 führte Burger King zudem die Plant-based Nuggets ein, die ohne Fleisch sowie andere tierische Inhaltsstoffe hergestellt und in separaten Fritteusen, wie etwa die King Pommes, zubereitet werden. Seither werden auch Plant-based-Varianten weiterer Burger, wie z. B. des Long Chicken oder aller Rindfleischburger wie z. B. Big King XXL oder Whopper Jr., angeboten.

### Zubereitung
Die verwendeten Geräte sind zum größten Teil Industriestandard. Größter Unterschied zur Küche der Konkurrenz ist die Verwendung eines Broilers statt eines Kontaktgrills zur Zubereitung der Burgerpattys. In diesem Grill laufen die tiefgefrorenen Pattys auf Ketten über ein offenes gasbetriebenes Feuer. Der Broilertyp variiert je nach Alter und Standort der Filialen. In einem Toaster werden die für die Burger benötigten Buns getoastet. Anders als beim Fleisch, gibt es für die getoasteten Buns keine Haltezeit, sie müssen also gleich weiterverarbeitet werden. Die Edelstahltische in der Küche liegen in den meisten Restaurants einander gegenüber; in kleineren Restaurants bestehen sie nur aus einem Tisch. An dieser Station informieren zwei Monitore die Mitarbeiter, welche Sandwich-Arten nachgefragt werden. Seit der Einführung von Burgern mit Hühnerfleisch verfügt jede Küche über einen zusätzlichen Tisch, an dem diese Produkte zubereitet werden. Die Abfüllung der Getränke erfolgt automatisch über eine Postmix-Anlage.
Bei Burger King gibt es für die meisten Produkte eine Haltezeit. Dies gilt auch für die Roh- und Zwischenprodukte, d. h. nicht nur für jeden fertigen Burger, sondern auch für das angelieferte oder gegrillte Fleisch sowie für Salate, Tomaten, Pommes frites und Shakes. In der Küche zeigen Lämpchen bei den Warmhaltefächern den Status der Haltezeit an. Die Standards von Burger King für die Haltezeiten sind sehr hoch. Letztendlich müssen sie jedoch in der Praxis von jedem Restaurant selbst umgesetzt werden. Aufgrund des Preis- und Zeitdrucks ist dies nicht immer der Fall. Ein Verkauf des Endprodukts nach Überschreiten der ursprünglichen Haltezeit verringert den Materialeinsatz und erhöht so die Rentabilität des jeweiligen Restaurants. Informationen, die es Kunden ermöglichen, auf den Produkten vermerkte Haltezeiten selbst zu interpretieren und damit auch selbst auf die Einhaltung dieser qualitätssichernden Maßnahmen zu achten, sind im Internetauftritt des Unternehmens zu finden.

### BK Whopper Bar
Am 15. Juni 2009 eröffnete Burger King in München die erste reine sogenannte „BK Whopper Bar“ Europas. Hierbei handelte es sich um ein Burger-King-Restaurant, das dem Gast erlaubte, seinen Burger in allen Bestandteilen selbst zusammenzustellen. Die Preise für ein Menü waren dabei etwas höher als die eines Standardmenüs. Das Restaurant diente Burger King auch als „Innovationscenter“, das heißt als Ort, an dem die Kundenwünsche durch deren direkte Artikulierung analysiert werden und die dadurch entstehenden Burger als flächendeckende Neuerung eingeführt werden können. Außerdem wurden neben der schon längst praktizierten Verwendung von selektierten Filialen als Erstverkaufsort für neu geplante Burger vor deren Bewerbung die beiden Whopper Bars für den Verkauf entsprechender neuer Burger verwendet. Während die Whopper Bar in München 2010 wieder zu einem normalen Burger King umfunktioniert wurde, wächst die Zahl der Filialen in den USA. Grund für die ursprüngliche Idee war der Besuch des Burger-King-Geschäftsführers in der mittlerweile geschlossenen Burger-King-Filiale im Kölner Hauptbahnhof. In dieser Filiale hatten die Kunden die Möglichkeit, ihre Burger an einer separaten Theke selbst zusammenzustellen, neben der weltweit üblichen Möglichkeit, vorgefertigte Burger zu bestellen. Sollte sich das Konzept bewähren, wird es nach Aussage von Burger King eine flächendeckende Einführung geben.

### Beruf
Burger King bildet im anerkannten Lehrberuf Fachmann für Systemgastronomie aus. Die Mehrheit der Mitarbeiter in den Filialen arbeitet jedoch nach einer nur wenige Tage dauernden Anlernphase. Wie viele der ausgebildeten Lehrlinge übernommen werden, veröffentlicht das Unternehmen nicht.

## Gesellschaftliches Engagement
Mit dem „BK Positive Steps Corporate Responsibility-Programm“ hat sich die Burger King Corporation „dem Umweltschutz verschrieben“. So würden die Produktverpackungen reduziert, Abfälle recycelt, und Frittieröl werde zu Biodiesel weiterverarbeitet. Im Zuge des BK Positive Steps entstand auch das weltweit erste energieeffiziente Burger-King-Restaurant, das am 7. Juni 2010 in Waghäusel eröffnet wurde.
Zusätzlich betreibt das Unternehmen die Corporate-Social-Responsibility-Programme BK Scholars Program und BK Family Fund unter dem Dach der Burger King McLamore Foundation, die im Oktober 2005 gegründet wurde.
2017 startete Burger King eine Anti-Mobbing-Kampagne: Unter dem Namen Bullying Junior (deutscher Slogan: „Würdest Du Dich für einen gemobbten Whopper Jr. einsetzen?“) wurden die Reaktionen von Kunden zum einen auf das Erhalten eines zuvor durch einen Schlag verunstalteten Whopper Jr. und zum anderen auf die (von Schauspielern gestellte) Szene einer Beschimpfung und tätlichen Bedrohung eines Jugendlichen durch drei Gleichaltrige gefilmt. Laut Burger King reklamierten 95 % den schadhaften Burger, aber nur 12 % griffen im Fall des schikanierten Schülers ein.

## Kritik
Im April und Mai 2014 strahlte der Fernsehsender RTL drei Sendungen unter dem Titel Günter Wallraff deckt auf! Der neueste Fall des Undercover-Spezialisten aus. Vor allem aufgrund von Hinweisen auf prekäre Arbeitsbedingungen und Hygienemissstände bei Burger-King-Restaurants unter Leitung der Yi-Ko Holding löste die Reportage ein großes Medienecho aus. Der Konzern klagte im Anschluss über Umsatzeinbußen. Als Reaktion auf den Bericht wurden zwei Restaurants vorübergehend von Burger King geschlossen. Der kaufmännische Leiter der kritisierten Yi-Ko Holding, Ergün Yildiz, der in der Reportage besonders hervorgehoben wurde, trat eine Woche nach deren Veröffentlichung zurück. Mittlerweile ist er nach Angaben des Deutschland-Chefs Andreas Bork, der im Verhalten gegenüber diesem Franchise-Nehmer eigene Fehler einräumte, nur noch passiver Gesellschafter; mehr als 80 Prozent der Arbeitsgerichtsverfahren bei der Yi-Ko Holding seien mittlerweile erledigt. Außerdem kündigte die deutsche Geschäftsführung von Burger King an, künftig Prüfungen ihrer Restaurants durch das externe Institut TÜV Süd durchführen zu lassen, und öffnete in einem „Tag der offenen Küche“ vom 15. – 17. August 2014 die Küchen einiger Standorte (laut Borks Angaben etwa 250 der 700 deutschen Restaurants) für Kunden, die sich zuvor online beworben hatten. Laut Burger-King-Zentrale nahmen bundesweit einige tausend Besucher an über tausend Küchenführungen teil.
Am 29. September 2022 wurde eine weitere Folge von Team Wallraff – Reporter undercover auf RTL ausgestrahlt. Das Fernsehteam hatte hierzu in fünf Filialen der Kette in Deutschland versteckt gedreht. Zu sehen waren Hygienemängel wie Maden und Mäuse in den Restaurants sowie abgelaufene Lebensmittel, die noch verkauft wurden. Außerdem wurde gezeigt, wie Mitarbeiter für die als vegan ausgeschilderten Burger Fleisch verwenden. Nach der Berichterstattung kündigte Burger King in einer Pressemitteilung an, die gezeigten Restaurants vorübergehend zu schließen und zu überprüfen. Außerdem sollen im September alle Restaurants in Deutschland von einem externen Anbieter überprüft worden und eine „Whistleblower-Hotline“ eingerichtet worden sein. Als weitere Reaktion entzog ProVeg Burger King am Tag nach der Ausstrahlung mit sofortiger Wirkung die Lizenz für das Vegan-Label.
Am 29. Juni 2023 wurde erneut eine Folge von Team Wallraff – Reporter undercover auf RTL ausgestrahlt, in der wieder mit versteckter Kamera in deutschen Filialen gedreht wurde. Gezeigt wurden erneut teils kritische Hygienemängel wie Unterbrechungen der Kühlkette durch ein deutlich zu warmes Kühlhaus, deutlich überschrittene Warmhaltezeiten oder fehlende Handhygiene. Ebenfalls zu sehen waren fehlende Trennungen von plant-based Produkten und Fleischprodukten, trotz der von Burger King eingeführten, grün gekennzeichneten Aufbewahrungsbehälter für plant based Produkte. Außerdem dokumentiert wurden die Lebens- und Arbeitsbedingungen ausländischer Arbeitnehmer eines Franchisenehmers.
Burger King Deutschland reagierte mit zwei Videos auf YouTube sowie auf der Homepage des Unternehmens mit Relativierung der Vorwürfe und Hohn gegen den Sender RTL.
Im Juni 2024 wurde bekannt, dass Burger King, obwohl das Unternehmen aufgrund von Größe und Rechtsform in Deutschland gesetzlich verpflichtet ist, einen paritätisch bestimmten Aufsichtsrat einzurichten, diese Vorgabe rechtswidrig ignoriert.

## Wissenswertes
- Das umsatzstärkste Burger-King-Restaurant der Welt liegt am Flughafen Schiphol bei Amsterdam. Es erwirtschaftet 12,5 Millionen US-Dollar pro Jahr.[73]
- Das am nördlichsten gelegene Restaurant liegt in Tromsø, Norwegen.[74]
- Im September 2010 nahm Burger King in 7250 US-Restaurants die Spezialitäten der Starbucks-Tochter Seattle’s Best Coffee ins Sortiment auf. Damit folgte Burger King seinem Rivalen McDonald’s.[75]
- In den USA brachte Burger King 2018 den Doggper, einen Kauknochen mit „Flammengrill“-Geschmack für Hunde, auf den Markt, allerdings vorerst nur für Kunden, die den Bestelldienst Door Dash nutzen. Das Unternehmen sprach von einer „Lösung für Kunden, die ihre Bestellung zu Hause ohne Unterbrechung durch ihre Haustiere genießen wollen“.[76] Die Aktion wurde unter dem gleichen Namen und im Lieferservice 2019 in Deutschland durchgeführt.
- Im Juni 2021 eröffnet Burger King ein Restaurant im „Plant-based-design“, in dem eine Woche lang Produkte nur auf Pflanzenbasis angeboten wurden.[77]